# Qeshlāq-e Ḩasan Khān
Qeshlāq-e Ḩasan Khān (persiska: قشلاقِ حسن خان, قِشلاقِ حَسَن, قشلاق حسن خان, Qeshlāq Ḩasan Khān) är en ort i Iran.   Den ligger i provinsen Kurdistan, i den nordvästra delen av landet, 300 km väster om huvudstaden Teheran. Qeshlāq-e Ḩasan Khān ligger 1 597 meter över havet och antalet invånare är 146.
Terrängen runt Qeshlāq-e Ḩasan Khān är platt söderut, men norrut är den kuperad. Qeshlāq-e Ḩasan Khān ligger nere i en dal.Runt Qeshlāq-e Ḩasan Khān är det ganska glesbefolkat, med 23 invånare per kvadratkilometer. Närmaste större samhälle är Bījār, 17,9 km sydväst om Qeshlāq-e Ḩasan Khān. Trakten runt Qeshlāq-e Ḩasan Khān består i huvudsak av gräsmarker.